# Slavisk mytologi

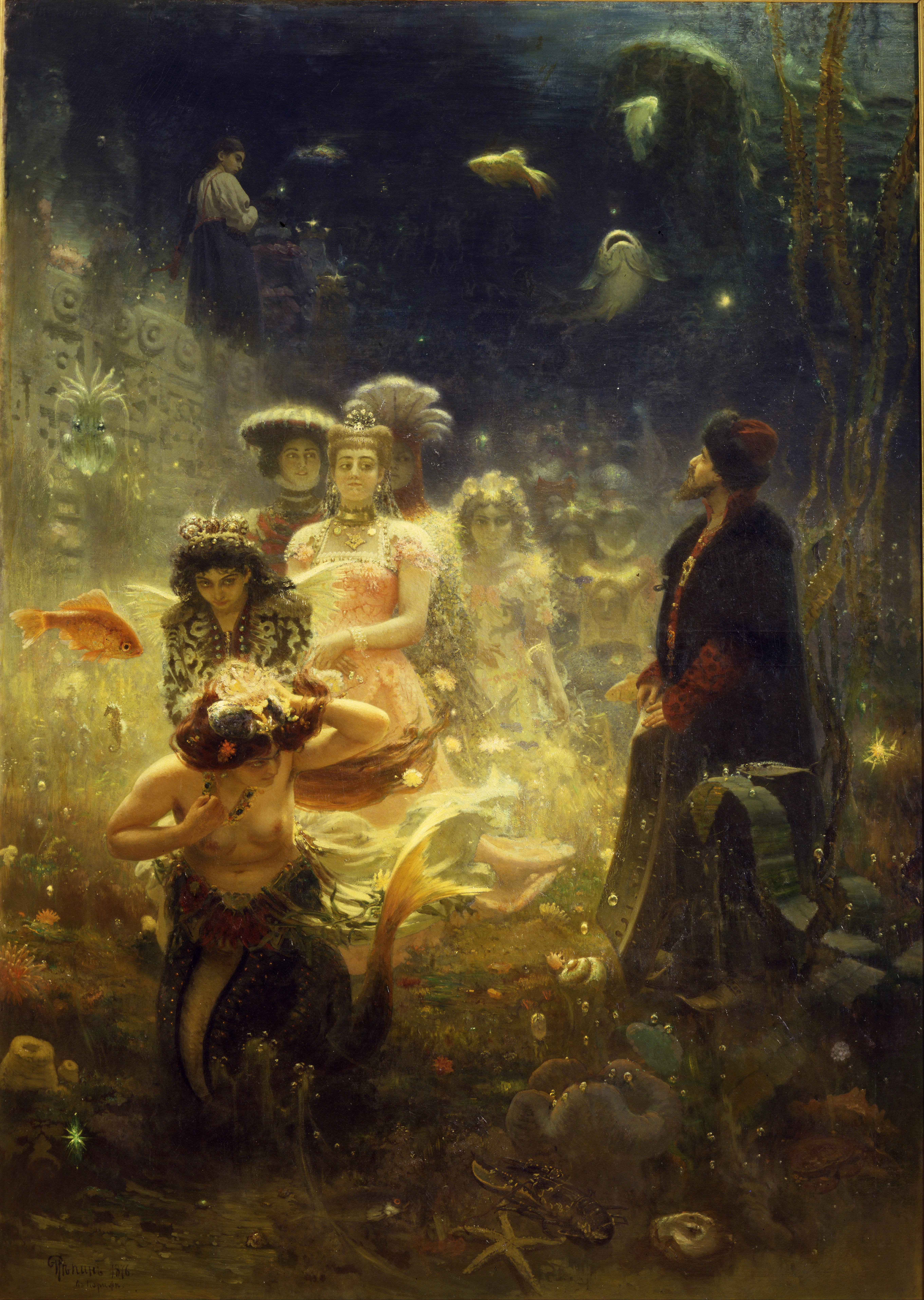
Flera generationer av slaviska konstnärer inspirerades av de folkliga traditionerna. Här ett exempel av Ilja Repin – Sadko i undervattensriket (1876).

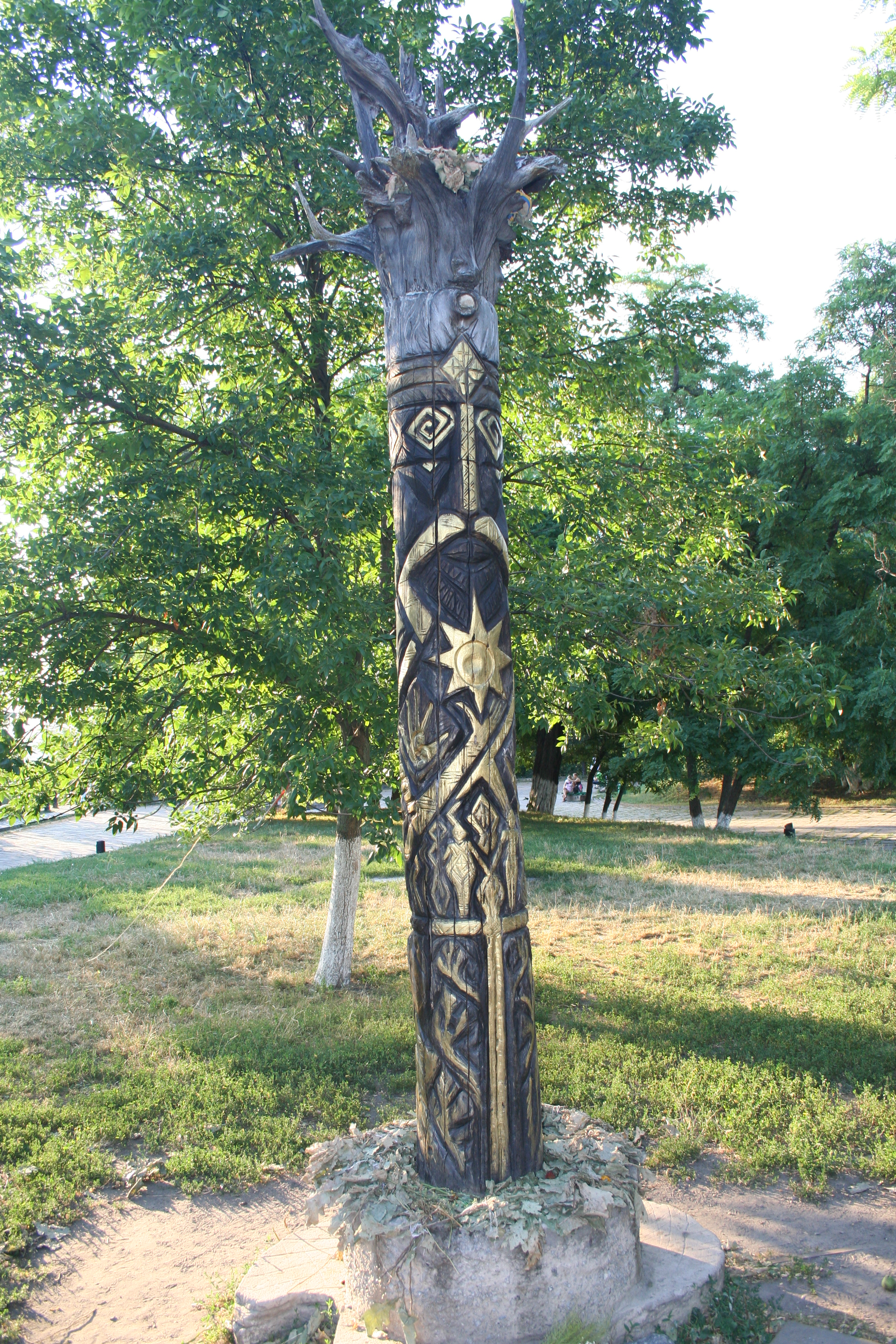
Modern träskulptur av Perun, åskans gud.

Slavisk mytologi och religion (slavisk hedendom) handlar om de slaviska folkens mytologiska åskådningar, tro och kulter – under förkristen tid. De slaviska folken antog kristendomen mellan 800- och 1100-talet, men beskrivningar av de forna slaviska högtiderna och ceremonierna har skett ända fram till modern tid. Den slaviska gudavärlden, inklusive kortfattade beskrivningar av gudarna, beskrivs även i den separata artikeln om de slaviska gudarna. Hedendom heter på ryska язычество (translitteration: jazytjestvo), och ordet язык (jazyk) betyder förutom 'språk' och 'tunga' även 'ett särskilt folk' eller 'folkslag'. I Nestorskrönikan, där slavernas historia berättas, hävdas att alla slaver kommer från en gemensam slavisk stam och att det fanns ett enda slaviskt språk:
| ” | Efter en lång tid bosatte sig slaverna längs Donau /…/ Och från dessa slaver spred sig slaverna över jorden och tog sig sina namn från den plats där de bosatte sig. /…/ Sålunda spridde sig det slaviska folket och efter dess namn kom även dess skriftspråk att kallas för det slaviska. | „ |

Begreppet hedendom har vid flera tillfällen inte enbart använts för att beskriva polyteismen – det vill säga tron på flera gudar – som sådan. Den har också använts i en snävare betydelse, som synonymt med slavernas polyteism. De flesta nutida akademiska avhandlingar hänför slavernas polyteistiska tro till animism, det vill säga att naturen är besjälad.

## Informationskällor
Forskarna rekonstruerar den slaviska mytologin utifrån olika källor. Det handlar i regel om skriftliga eller arkeologiska källor.

### Skriftliga källor
I första hand texter av bysantinska författare från 500 till 900-talet: Prokopios, Theophylact Simocatta, Konstantin VII Porfyrogennetos, Leo Diaconus och andra. Västeuropeiska författare från 800 till 1200-talet: Bayerska geografen, Thietmar av Merseburg, Helmold, Saxo Grammaticus och andra. Arabiska författare från 800 till 1200-talet: Ali al-Masudi, Ahmad ibn Fadlan, Ahmad ibn Rustah och andra. De skandinaviska sagorna från 700-talet, i poetiska Eddan och Snorres Edda finns information som kan användas för att rekonstruera den slaviska hedendomen. Kievrikets, västslaviska (Cosmas av Prag och hans Chronicon bohemorum) och sydslaviska källor från 1000 till 1400-talet: krönikor, predikningar och förmaningar mot hedningarna (Kirill av Turov, Kirik av Novgorod och andra) och tillägg till den översatta litteraturen, däribland apokryferna. En särställning intar Igorkvädet där en betydande del av de hedniska myterna skildras av den anonyme diktaren. Alla dessa texter innehåller ingen fullständig redogörelse för mytologin eller enskilda myter. I vilket fall som helst måste man komma ihåg att de inte redogör för själva myterna, utan är återberättelser av hur de uppfattades av andra som var av en annan trosuppfattning.
I andra hand skriftliga källor från 1400 till 1600-talet och folkminnen från 1700 till 1900-talet, vilka är mindre närstående hedendomen, men innehåller en mängd uppgifter från tidigare källor, och även detaljerade dokument med legender, sagor, byliner (ryska folkliga hjältesånger), besvärjelser, spökhistorier, vandringssägner, ordspråk och talesätt, utifrån vilka det är möjligt att rekonstruera de forntida myterna. En särskild roll spelar uppgifterna från polska, tjeckiska och tyska författare och historiker, som nedtecknade västslavernas legender, vilka bevarar underrättelser från de forntida ryska källorna. På 1500 och 1600-talet nedtecknade västeuropeiska diplomater, militärer och resenärer sina intryck (Siegmund von Herberstein, Adam Olearius och andra) av Ryssland. Bland folklivsberättelserna räknar man vanligen bylinerna om Svjatogor, Potyk, Volg (Volch), Mikula till hedendomen, liksom sagorna om Den odödlige Kosjtjej, Zmej Gorynytj, Baba-Jaga, Aljenusjka och Ivanusjka. Svårigheten med att tolka dessa källor består i att på de forntida föreställningarna läggs betydligt nyare skikt uttänkta av författare, berättare och samlare av folkminnen.
Ansedda folkminnesforskare är bland andra Ivan Petrovitj Sacharov, Aleksandr Nikolajevitj Afanasiev, Dmitrij Konstantinovitj Zelenin, Vladimir Jakovlevitj Propp. Anmärkningsvärt är att alla uppräknade arbeten, däribland de som skrevs redan på tröskeln till 1900-talet, är dualistiska, dvs en blandning av hedendom och ortodox tro.

### Arkeologiska källor
Tillförlitligare, men även mer svårtydda är de arkeologiska källorna: rönen från utgrävningar av kultplatser, fynd av avgudabilder, rituella föremål, smycken, hedniska symboler, inskriptioner med omnämnande av hedniska gudar eller hedningar, rester av offer och riter. Betydande insatser i utforskandet av den hedniska forntiden har gjorts av bland andra Lubor Niederle, Alexandr Nikolajevitj Ljavdanskij, I Hermann, E Kjassovskaja, E Gjassovskij, V Losinskij, A Lapinskij, Viljo Johannes Mansikka, Valentin Vasiljevitj Sedov, Pjotr Nikolajevitj Tretjakov, Boris Alexandrovitj Rybakov, I S Vinokur, Pjotr Petrovitj Tolotjko, D N Kozak, J E Borovskij, B A Timostjuk, I P Rusanova, Nikita Ilitj Tolstoj, Lev Samuilovitj Klejn.
Rön inom språkvetenskap, komparativ religionsvetenskap och studier av andra folks mytologiska föreställningar är också av vikt. Förutom den välkände auktoriteten inom detta område, James George Frazer, kan nämnas Sergej Alexandrovitj Tokarev, Vladimir Nikolajevitj Toporov och Vjatjeslav Vsevolodovitj Ivanov.

## Den slaviska hedendomen

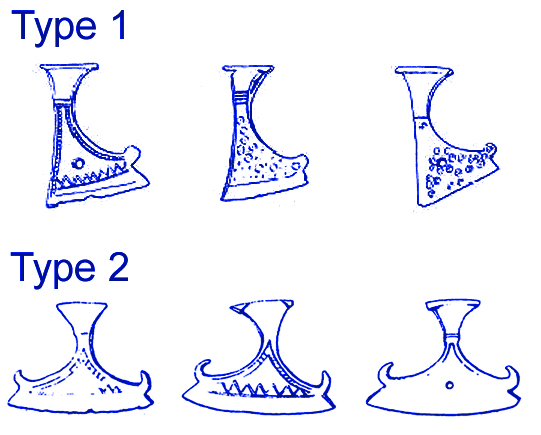
Två typer av amuletter-axlar av Perun

Den slaviska mytologin och religionen utformades under lång tid då de forntida slaverna avskiljde sig från de indoeuropeiska folkens gemenskap under 2000 – 1000-talet före vår tidräkning, och i samverkan med grannfolkens mytologi och religioner. Därför har naturligtvis den slaviska mytologin betydande indoeuropeiska inslag. Däribland förmodligen förebilderna för åskguden och krigsguden (Perun), boskapsguden och den andra världens gud (Veles), delvis förebilderna för de dualistiska gudarna (Jarilo och Jarulicha, Ivan-da-marja) och himlarnas gud (Stribog). Liksom även Mat Zemlja (Moder jord) och den med henne närstående vävnings- och spånadsgudinnan (Mokosj), solguden (Dazjbog) och några till.
Under första halvan av 1000-talet före vår tidräkning hade kelterna och iranskspråkiga stäppfolk (skyter, sarmater och alaner) stort inflytande på slavernas religion. Enligt en av teorierna influerades västslaverna (polabernas) hedendom av kelterna, särskilt i den arkitektoniska utformningen av kultplatser.
Några forskare drar paralleller mellan de keltiska gudarna Dagda och Macha, och de slaviska gudarna Dazjbog och Makosj (Mokosj).
Från den iranskspråkiga befolkningen har slaverna synbarligen lånat ordet gud (бог bog, och som även har den semantiska betydelsen dolja доля, öde), som ersatte den gemensamma indoeuropeiska beteckningen för gudom *divъ.
I sin pantheon hade östslaverna förmodligen gudar av iranskt ursprung – Chors, Simargl och andra.
Slavernas och balternas tro stod varandra mycket nära. Det gällde sådana gudar som Perun (Perkunas), Veles (Veljans) och möjligen fler. De har även en hel del gemensamt med Nordisk mytologi, som världsträdet (Yggdrasil), förekomsten av drakar med mera.
Då den forntida slaviska samhörigheten upphörde började de olika slaviska folkstammarnas tro utformas med betydande regionala skillnader. I synnerhet skiljde sig västslavernas religion betydligt från alla övrigas vid tiden för kristendomens införande.
När de östslaviska folkstammarna bosatte sig under 500 till 800-talet (och de ryska ända fram till 1800-talet) påverkades deras mytologi av de finsk-ugriska, baltiska och turkiska folken.

## Fornslavernas världsbild
Eftersom det nästan inte finns några skriftliga källor är inte mycket känt om fornslavernas syn på universum och världen som omgav dem. Därför kan man endast få en viss uppfattning om fornslavernas världsbild genom indirekta källor – rön inom arkeologi, etnografi, och indirekta uppgifter i skriftliga källor.

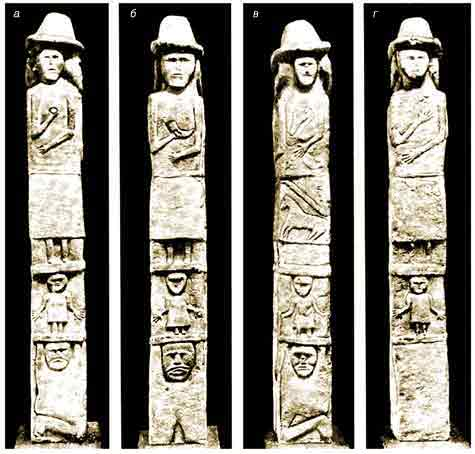
De fyra sidorna på avgudabilden i Zbrutj.

Många uppgifter om fornslavernas världsbild kan fås genom den så kallade ”avgudabilden i Zbrutj”, som därför kallas ”den slaviska hedendomens uppslagsbok”. Denna fyrsidiga stenstaty är orienterad efter de fyra väderstrecken. Varje sida är uppdelad i tre nivåer – av allt att döma – den himmelska, den jordiska och den underjordiska. På den himmelska nivån avbildas gudarna, på den jordiska avbildas människor (två män och två kvinnor, liksom gudarna), och i underjorden – några underjordiska väsen som bär upp jorden.
Fragmentariska uppgifter om fornslavernas intryck av världen kan fås genom den fornryska litteraturen. I synnerhet i ”Vladimir II Monomachs moralpredikningar” där det talas om irij (ирий på ryska) – ett avlägset sydligt land, dit fåglarna flyger för att övervintra. Med hjälp av etnografiskt material kan vi få veta att irij i folkminnet senare har uppfattats som identiskt med paradiset och personifierade ”de saligas land”, i den andra världen.
En fornslavisk krönikeed kan berätta något om slavernas föreställningar:
| ” | Och om vi inte utför det ovan sagda… då måtte vi bli lika gula som detta guld. | „ |

Förklaringen till denna ed är att slaverna som regel föreställde sig de döda som gula, därför betyder i detta fall orden ”då måtte vi bli lika gula” att ”då måtte vi dö”. Här kan även noteras att den underjordiska världen eller landet östan om sol och västan om måne i ryska sagor är gyllene, liksom invånarna i denna andra värld.  Detta förekommer troligen även hos andra indoeuropeiska folk (jämför med Odens gyllene hall).
Slutligen kan man, enligt några forskare, hämta information om fornslavernas världsbild i ”Igorkvädet”. Särskilt detta fragment är värt att uppmärksamma:
| ” | Bojan var siande, ty då han ville skapa sånger, flödade han med sin diktning ut över träd, lik en grå ulv på marken, lik en blå örn under molnen. | „ |

Några forskare finner i detta avsnitt världens tredelning (himmel, luft, jord) och Yggdrasils förebild, och ekorren som springer längs trädet jämför de med ekorren Ratatosk i den nordiska mytologin. I detta fall visar det sig att Bojan likt en urgermansk skald har färdats längs Yggdrasil och på så vis har förenat världarna och fått gudomlig kunskap och inspiration från den övre världen.
Dessutom har föreställningarna om Yggdrasil bevarats i de slaviska folkens senare traditionella kultur – i sagorna, besvärjelserna, spinnrockarnas dekorationer med mera. Ett exempel syns i den första delen av denna besvärjelse för att lokalisera sig i centrum av den sakrala världen:
| ” | I havet, på ön Bujan stod eken Karkolist, på eken satt en falk, under eken fanns en orm… | „ |

Det är uppenbart hur slaverna (i detta fall ryssarna) föreställde sig universum: mitt i Världshavet ligger ön (Bujan), på vilken, i Världens centrum, ligger en sten (Alatyr) eller växer Världsträdet (i regel en ek). I detta träd, precis som i besvärjelsen, sitter en fågel, och under trädet finns en orm.
Denna bild påminner i hög grad om den nordiska mytologin och Igorkvädet.

## Fornslavernas religion
Nästan ingenting är känt om fornslavernas religion eftersom den samslaviska gemenskapen befann sig långt från civilisationens centrum. Endast genom mytologiska och lingvistiska rekonstruktioner kan man få fram vissa fakta om fornslavernas mytologi och religion.
Den enda övertygande rekonstruerade gemensamma slaviska gudomen är Perunъ, blixt- och åskguden. Av allt att döma var det just honom Prokopios avsåg med ”blixtens skapare, härskare över alla”. Den gudomen har östslaverna behållit som Perun och då även som beskyddare av furstar och hirder.
Som Lesjek Mosjinskij har påvisat i sin forskning, är även sådana begrepp som ande (ryska: дух, duch), själ (ryska: душа, dusja), död (ryska: навь, nav eller мертвец, mertvets), paradis (ryska: рай, raj eller потусторонний мир posturonnij mir, den andra världen), varulv (ryska: волкодлак, volkodlak eller hamnskiftare оборотень, oboroten), blodsugare (ryska: упырь, upyr eller vampyr вампир, vampir), offer (ryska: треба, treba) samslaviska.
Härvid får man inte blanda ihop den kristna uppfattningen om själen med den hedniska. Själen var inget abstrakt immateriellt väsen, själen var människans personlighet, som efter döden gick över till en annan värld, paradiset. Oleg Nikolajevitj Trubatjev, noterar att bland de européer som antog kristendomen, är det intressant nog bara slaverna som har kvar sitt ursprungliga begrepp ”paradiset” (samslaviska: *rajь, ryska: рай, raj), medan ”helvetet” (ryska: ад, ad) är inlånat.
Överhuvudtaget har forskarna ytterst lite information till sitt förfogande om fornslavernas mytologi, och i synnerhet om den samslaviska tiden. Det beror på många faktorer, och framförallt på avsaknaden av en utvecklad litteratur och avståndet från civilisationens viktigaste centra. En av de första skriftliga beskrivningarna av fornslavernas religion är den bysantinske historikern Prokopios från Caesareas skildring (500-talet):
| ” | Dessa folkstammar, slaverna och anterna, styrs inte av en enda man, utan har sedan urminnes tider folkstyre (ryska: народоправстве, narodopravstve eller demokrati, ryska: демократия, demokratija), och därför anser de att lycka och olycka i livet är en gemensam angelägenhet. Och för övrigt är hela livet och lagarna hos dessa båda barbariska folkstammar likadana. De anser att en av gudarna, åskguden, är härskaren över alla, och till honom offrar de oxar och utför andra heliga riter. De känner inte till sitt framtida öde och erkänner överhuvudtaget inte att det påverkar människor på något vis, och när de hotas av döden, då de drabbas av sjukdom eller råkar i trångmål i krig, avger de ett löfte om att genast offra till guden om de klarar sig; undkommer de döden offrar de det som de lovat, och tror att deras frälsning köptes till priset av detta offer. De vördar floder, och nymfer, och alla möjliga andra gudomar, offrar till dem och spår även med hjälp av dessa offer. | „ |

Prokopios från Caesarea. Kriget mot goterna. Bok VII (Kriget mot goterna bok III)

## Fornslavisk hedendom enligt källorna
Före antagandet av kristendomen fanns praktiskt taget hela den östslaviska mytologin inom det som kallas fornrysk hedendom, och därför kan vi hämta information om den från fornryska skriftliga källor. Men man bör, för det första, beakta att den härskande elitens religion och det enkla folkets religion alltid skiljer sig avsevärt åt, och för det andra, att i källorna undersöks i regel endast det övre skiktets personer, de hedniska gudarna, medan mytologins lägre stående personer vanligtvis lämnas därhän.

### Fördragen med Bysans
De allra tidigaste uppgifterna om de fornryska hednagudarna finns i de fördrag Kievrus slöt med Bysantinska riket efter fälttågen 945 och 971. Dessa fördrag är beskrivna i de fornryska krönikorna, och av intresse är framförallt de eder som ruserna avlade.
Här är ett fragment från 945 års fördrag:
| ” | Och om någon från den ryska sidan tänker bryta en sådan vänskap… så kommer de odöpta vare sig få hjälp av Gud eller Perunoch inte heller skydda sig med sina sköldar, och de kommer att stupa på sina svärd, av sina pilar och sina andra vapen, och de kommer att bli trälar i detta livet och i livet efter detta. | „ |

Vidare beskrivs hur de hedniska ruserna svär eden då fördraget ingås, efter att de har lagt ner sina sköldar, sina dragna svärd och andra vapen. Senare fick furst Igor avlägga eden tillsammans med de grekiska sändebuden – han gick med sina hedniska mannar till kullen där Perun stod staty, och de lade ner sina vapen, sköldar och guld, och svor honom trohet. Av eden att döma hade ruserna uppfattningar om livet efter döden och möjligheten av en trältillvaro i det livet.
Från fördraget 971 får vi veta följande:
| ” | Och om vi inte skulle hålla det ovan sagda…, då blir vi fördömda av Gudarna vi tror på, Perun och Volos, boskapsguden, då blir vi gula som guld, och då blir vi nedhuggna med våra egna vapen. | „ |

Det gemensamma nämnandet av Perun och Volos i denna ed blev jordmån för många spekulationer - några förknippar Perun med vapen och krig, och Volos med guld och handel, några förbinder Perun med den styrande eliten (eller varjager), och Volos med det enkla folket (slaver och även östersjöfinska folkstammar) Andra jämför bara Volos och Perun. I övrigt tillför denna ed inte något nytt förutom passusen om guldet, som redan har granskats ovan, i avsnittet om ”Fornslavernas världsbild”.

### Furst Vladimirs pantheon
En av den slaviska (rättare sagt fornryska) hedniska mytologins viktigaste källor är krönikeberättelsen om fursten Vladimir I av Kievs så kallade ”hedniska reform”, när han ställde upp de sex viktigaste avgudabilderna i Kiev:
| ” | Och Vladimir började regera själv i Kiev, och han ställde upp avgudabilder på en kulle utanför palatsets gård: Perun av trä med silverhuvud och gyllene mustascher, Chors (och) Dazjbog, Stribog, Simargl och Mokosj. | „ |

Det finns väldigt många tolkningar av detta fragment ur Nestorskrönikan – allt från gudarnas funktion till deras antal. Mest övertygande är följande. Perun är placerad först på listan över gudarna, därför är det logiskt att betrakta honom som den viktigaste guden (åtminstone för furstar och hirder). Chors och Dazjbog står bredvid varandra på listan, men i några krönikevarianter finns inget ”och” mellan dem. Därför kan man anta en viss likhet, beröring (eller till och med identitet) mellan dessa gudar, eftersom båda är förknippade med solen. Stribog och Simargl var synbarligen inte lika betydelsfulla som Perun och Chors och Dazjbog, eftersom de omnämns efter dem. Mokosj är av allt att döma en kvinnlig gudom,

och avslutar därför listan. Av listans sex gudar har två persiska rötter – det är Chors och Simargl.

Förklaringen till det är att pantheonen fanns i Kiev, och i södra Rus påverkades östslaverna av sarmaternas och alanernas folkstammar.
Det väsentliga med Vladimirs hedniska reform anser forskarna vara etableringen av en för hela Rus riksomfattande pantheon med Perun främst – furstars och hirders gud. Detta gjordes synbarligen för att förebygga separatistiska tendenser, eftersom den fornryska nationaliteten fortfarande inte var helt konsoliderad då, och provinsiella kulter skulle kunna provocera fram separatism. Snart blev det uppenbart att det ”hedniska perspektivet” ledde till en politisk återvändsgränd, och Vladimir frångick det och kristnade Rus.
Enligt I. J. Frojanov var det grundläggande felet med Vladimirs hedniska reform upphöjningen av Perun över de övriga gudarna, något som spreds med religiösa tvångsåtgärder över ”Ryssland” och dess underlydande folkstammar, och framkallade deras motstånd.

### Igorkvädets pantheon
Igorkvädet är ett unikt minnesmärke i den fornryska episka traditionen. Det innehåller många mytologiska uppgifter, framförallt en rad namn på hedniska gudar, fast den kom till på 1100-1200-talet. D. S. Lichatjov förklarar det som en ”Renässans för hedendomen” – en företeelse som omfattade hela Europa, och även Rus. Det berodde på att hedendomen nästan hade försvunnit och inte längre utgjorde något hot mot kristendomen, och därför inte längre behövde ”fruktas”. Tvärtom började den spela en helt annan roll i kulturen – en estetisk, arkaiserande, nationell och ideologisk roll.
I Igorkvädet nämns som regel de olika gudarnas ”barnbarn” – metaforer för synonyma ersättare eller epitet. Enligt Lichatjov avses med barnbarn i detta fall otvivelaktigt ättlingar, eftersom det överhuvudtaget förekommer ytterst iögonfallande religionskvarlevor från den tidigare stamstrukturen i Igorkvädet.
Å andra sida, att kalla söner för hjältar och gudars barnbarn är enbart karaktäristiskt för den kristna skrifttraditionen. Varje kristet folk måste, enligt den traditionen, ha en biblisk genealogi. Som Petruchin skriver beträdde ruserna högmodigt polovtsernas (eller kumanernas), ”demonernas barn”, okristna marker, och uppfattades därför som likställda med dem, som hednagudens barnbarn (”Dazjbogs barnbarn”). Likställdheten var förstås ofullständig, eftersom demoner och hednagudar inte kan uppfattas som helt identiska i Igorkvädet. Inte desto mindre blev ruserna sålunda ett av de hedniska folk, som miste sin bibliska genealogi och Guds hjälp.
Sagoförtäljaren Bojan kallas för guden Veles barnbarn i Igorkvädet:
| ” | Eller sjungas borde det, o Bojan, ättling av Volos (eller Veles, boskapens och rikedomens gud): Hästarna gnägga på andra sidan Sula-floden; det genljuder av ära i Kiev; lurarna smattra i Novgorod, och fanorna stånda i Putivl. | „ |

Utifrån detta fragment anses Veles vara den fornryska hedendomens beskyddare av poesi, sångare och sagoförtäljare.
Vindarna kallas Stribogs ättlingar i Igorkvädet:
| ” | Vindarna, Stribogs ättlingar, fläkta pilar från havet på Igors tappra leder. | „ |

På grund av detta fragment anses Stribog vara vindguden
Det ryska folket, från fursten till jordbrukaren kallas Dazjbogs ättling i Igorkvädet:
| ” | Då utsåddes och frodades genom Oleg Goreslavitj (den sorgberyktade) inbördes fejder, och Dazjbogs ättling miste livet, ty under furstefejder förkortas människoåldrarna. Då sjöngo på den ryska jorden sällan plöjarna som svanor, men ofta kraxade korpar och ville flyga efter föda. | „ |

| ” | Nesa har drabbat Dazjbogs ättlingar och hemsökt Trojans jord likt en mö, som svingar svanevingar över det blå havet och svävar till Don, väckande erinringar av ymniga tider. | „ |

Utifrån dessa två fragment kan sägas att Dazjbog var en betydelsefull gud i forna Rus, och personifierade välgång, fred och endräkt på rysk mark.
Även en annan solgud omnämns i Igorkvädet:
| ” | Furst Vseslav styrde sitt folk och grundade städer åt furstarna, men själv rände han nattetid kring som en ulv. Från Kiev sprang han till Tmutorokan intill hanegället; såsom ulv korsade han den store (solguden) Chors väg. | „ |

Furst Vseslav Polotskij färdades söderut och passerade solens bana, som här är liktydig med Chors. Utifrån det kan sägas att Chors personifierade solen i den fornryska hedendomen.
Dessutom, påträffas i Igorkvädet den episka gestalten furst Vseslav, som är försedd med olika övernaturliga förmågor.Denna tämligen arkaiska mytologiska gestalt av en krigare och schaman är karaktäristisk för övergångsperioden mellan det första primitiva byalagssystemet och en krigsdemokrati.. Fursten Vseslav är besläktad med bylinagestalterna Volch eller Volg Vseslavjevitj.
Förutom de ovan uppräknade gudarna har några forskare upptäckt flera andra mytologiska personer i Igorkvädet, sådana som ”Div”, ”Karna” och ”Zjlja”, ”Trojan” och några andra. Å andra sidan är det fullt möjligt att ”div (på ryska: дивъ) är en kortform av adjektivet ”dikij” (på ryska: дикий, vild, rå, besynnerlig mm) och syftar på polovserna,  att Karna och Zjlja endast är namn på polovetskhaner, och att Trojan bara är en felskrivning och ska vara Bojan. Hur det än förhåller sig med det måste man minnas att Igorkvädet är ett realistiskt och patriotiskt hjälteepos där det snarare inte ryms en massa mystiska väsen som ”gudinnorna” Karna och Zjlja, Trojan och ”förorättade jungfrur”, som några forskare har funnit där.

### Översättningen av Johannes Malalas krönika
Fragmenten ur Hipatiuskrönikan under 1114 är ett tillägg från den slaviska översättningen av den bysantinske historikern Johannes Malalas ”Krönika”, som framförallt utmärker sig för omnämnandet av Svarog och Dazjbog. Den slaviske översättaren översatte namnen Hefaistos och Helios på ett motsvarande sätt, därför kan man tala om någon slags förbindelse med elden, och möjligen med Svarogs hantverksyrke, och med Dazjbogs solkaraktär. Det mytologiska tillägget från ”Krönikan” berättar tvyärr ingenting om just slavisk mytologi. Detta av två anledningar – för det första är texten nästan en ordagrann översättning från grekiska, och för det andra översattes den först på 1200-talet då endast fragmentariska minnen av de hedniska gudarna och myterna fanns kvar.
Anmärkningsvärt är även att denna källa endast omnämner Svarog en gång. Denne guds exceptionella popularitet i dagens nyhedendom förklaras av att den blev upphöjd till aldrig tidigare skådade höjder av grundlösa vetenskapliga spekulationer. I motsats till dem anser N. I. Zubov att denne gudom är ett fantasifoster av ”Krönikans” översättare, som satte in Svarog som Svarozjitjs far, fast namnet Svarozjitj inte kan vara ett patronymikon.

### Predikningar mot hedendomen
Fornryska predikningar mot hedendomen är intressanta framförallt eftersom de inte enbart avspeglar den styrande elitens tro, utan även det enkla folkets tro, eftersom de riktas just till dem. I dessa predikningar uppräknas som regel de viktigaste hedniska gudarna, de lägre mytologiska personerna, och även några folkliga ceremonier och högtider, som bevarat sin hedniska innebörd.
Ur ”Ord från kristusälskare och förkämpar för den rätta tron” från 1300-1400-talet är följande välkänt:
| ” | …Så denne kristne tål inte kristna som lever med dubbel tro, som tror på Perun, Chors, Mokosj och Simargl, på vilor, som de okunniga säger är avlägsna systrar, och betraktar dem som gudinnor och offrar till dem och nackar hönor, tillber elden och kallar den Svarozjitj, dyrkar vitlök,och när de ska ha fest, så lägger de dem i ämbar och bägare, så dricker de, och fröjdar sig över sina avgudabilder. | „ |

Och vidare:
| ” | …Därför anstår det inte kristna att besöka djävulska fester som avslutas med danser, sjungande av djävulska sånger och offrande till avgudabilder, då man tillber elden, vilor, Mokosj, Simargl, Perun och Volos, boskapsguden, Rod och föderskor och alla dem som liknar dem. | „ |

Enligt predikningarna tillbad de forntida östslaverna dessutom åskan och blixten, träd stenar, floder och källor, upyrer, bereginjer och de döda. Folkliga ceremonier med hedniska inslag omnämns i samband med trettondagsafton, skärtorsdagen, pingst, midsommar och liknande högtider. Dessa ”vidskepliga” ceremonier fördömdes i påbudet från Stoglavkyrkomötet 1551, vars uppgifter praktiskt taget inte skiljer sig från etnografiskt material från andra hälften av 1800-talet till början av 1900-talet.

## Gudsdyrkan

### Avgudabilder och avgudatempel
Både arkeologiska rön och skriftliga källor vittnar om att slaverna hade skulpterade avbildningar av sina gudar. De kunde vara gjorda av både trä och sten. Östslavernas avgudabilder utmärks av en enkelhet och en viss grovhet i utförandet, medan västslavernas avgudabilder är mer konstfulla och komplicerade. Dessutom kännetecknas västslavernas avgudabilder av att de är månghövdade.Man kan få en uppfattning om hur de slaviska avgudabildernas såg ut genom den välkända så kallade ”avgudabilden i Zbrutj” ,men även genom beskrivningar i skriftliga källor: känt är till exempel att Peruns avgudabild, som var uppförd i Kiev av furst Vladimir var av trä med silverhuvud och gyllene mustascher. Dessutom är de många beskrivningarna av östersjöslavernas (polabernas) månghövdade avgudabilder välkända.
Slaverna tillbad sina avgudabilder i öppna helgedomar (avgudatempel). Förekomsten av tempel hos slaverna (med undantag för västslaverna) är inte fastställd, men det är fullt möjligt att de kunde ha haft en plats som inte lämnat några spår efter sig, om den var av trä.I templen utfördes ceremonier för avgudarna. Templen kunde vara omgärdade, dess vanliga attribut var ett bål, tillfälligt eller permanent. Uppenbarligen var ett tempel byggt av furst Vladimir för hans pantheon, men har fortfarande inte hittats av arkeologerna. B. A. Rybakovs resonemang stöder i detta hänseende arkeologerna P. P. Tolotjko och J. E. Borovskij om Vladimirs öppna tempel., som på senare tid har ifrågasatts. Enligt krönikeuppgifterna fanns Peruns tempel både i Novgorod och i Peryn. Det upptäcktes rent hypotetiskt av den sovjetiske arkeologen V. V. Sedovmen även hans rekonstruktion är mycket ifrågasatt idag. Av de slaviska helgedomarna som upptäckts av arkeologerna utmärker sig särskilt kultcentret i Zbrutj Under den senaste tiden föreslås att kullar kan ha använts som helgedomar i nordöstra Rus – sakrala minnesmärken som jordhögar över gravar. Själva jordhögen fyllde ofta en större rituell funktion än begravningen. Resterna av just en sådan helgedom kan ha hittats i Peryn.
Slaverna (liksom även deras grannar – balter och finsk-ugriska folk) tillbad förutom avgudabilderna även heliga stenar och flyttblock. I slavernas östra gränsområden tillbad uppenbarligen finsk-ugriska folk heliga stenar innan slaverna kom dit.Senare har vördnaden för heliga stenar införlivats i den folkliga ortodoxin och påträffas hos ryssarna ända fram till nu (visserligen har den en helt annan betydelse och innehåll inom stadskulturen än den traditionella).

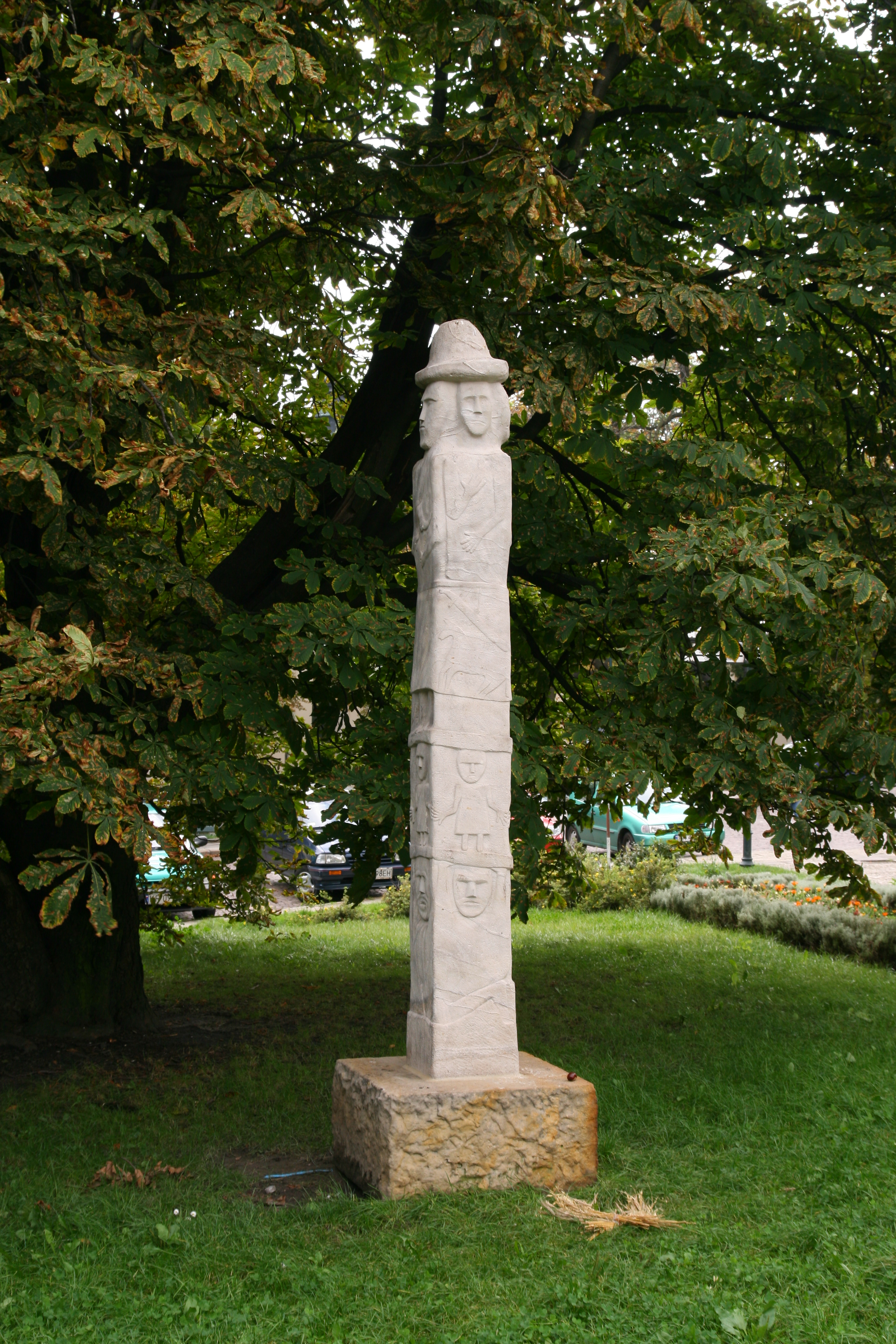
En kopia av avgudabilden från Zbrutj, i Krakow.
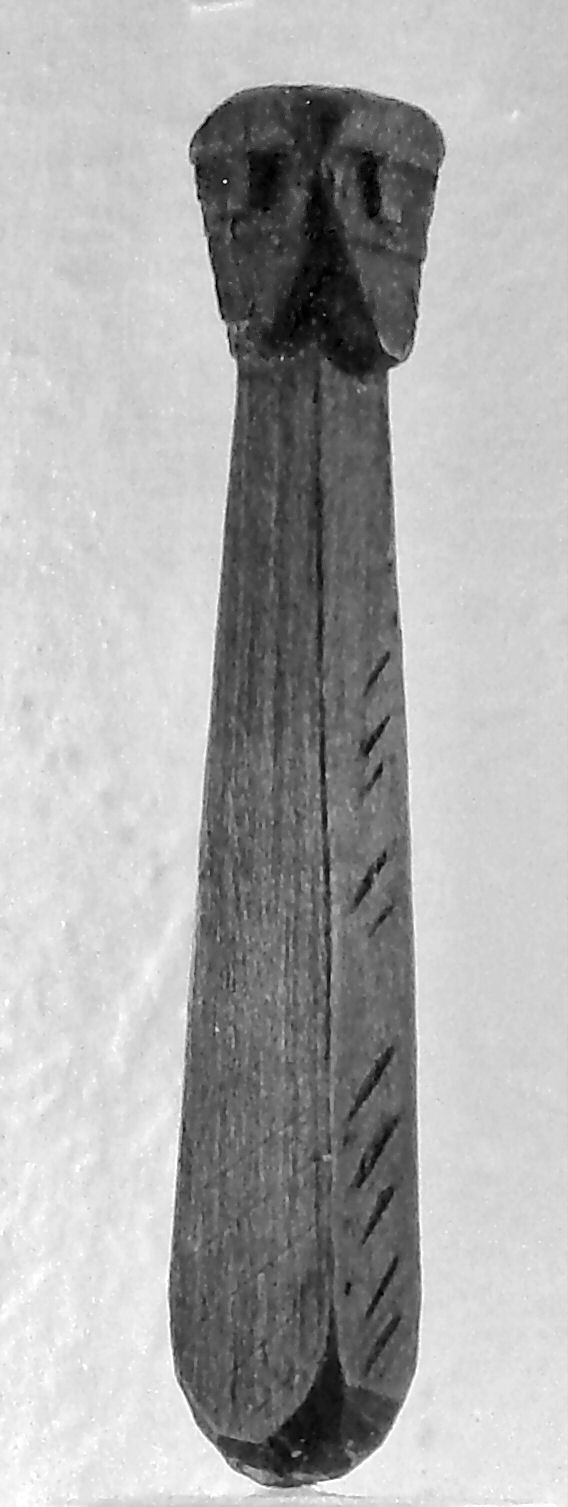
Avgudabild av Svjatovit, funnen 1974 på ön Volin i Polen.
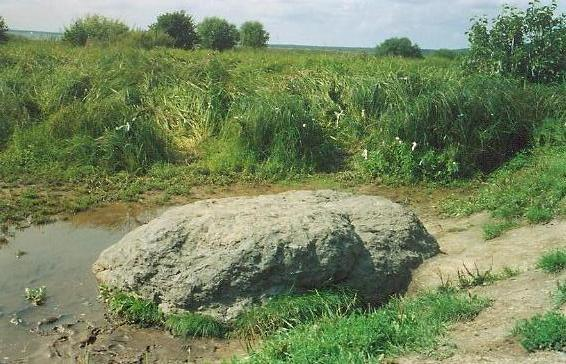
«Den mörkblå stenen» nära sjön Plestjevo.

### Prästerskap
Jämfört med andra folk i Europa hade slaverna en långsammare samhällsekonomisk utveckling, därför fanns inte ett utvecklat och inflytelserikt stånd av offerpräster. V. V. Sedov anser att fornslavernas anförare (fursten) hade de administrativa, militära och religiösa funktionerna själv, vilket är karaktäristiskt för krigsdemokratin. Ett lysande exempel på detta kan hämtas från bylinorna - Volch Vseslavjevitj, furste och trollkarl, som förenade tapperhet i strid med magi (särskilt hamnskifte). Ett annat exempel är Oleg den vise (Oleg av Kiev), som kallades så eftersom även han hade vissa övernaturliga krafter.
I mitten av 1000-talet, enligt vår tidräkning, var de slaviska folkstammarna bosatta över ett rätt stort område, och därför befann sig deras samhällsutveckling på olika nivåer. Det bysantinska riket, och därmed även kristendomen, utövade mycket tidigt ett stort inflytande över sydslaverna, och därför är det inte möjligt att tala om förekomsten av ett prästerskap hos dem. Västslaverna passerade östslaverna i samhällsutvecklingen, av källorna framgår att offerprästerna hos de baltiska slaverna fick stort inflytande, och emellanåt innehade de även den politiska makten. Av allt att döma existerade de östslaviska offerprästerna som stånd endast under en begränsad period som avbröts i och med införande av kristendomen.  Inte desto mindre fanns troligen offerpräster hos östslaverna under den förkristna tiden. Men de var synbarligen inte så många, däremot fanns det betydlig fler spåmän, trollkarlar och kloka gubbar. De fornryska källorna kallar dem spåmän, häxor, örtgubbar, trollkarlar, trollkvinnor, spåkvinnor, ”gudlösa gummor” och så vidare. Vanligtvis var deras viktigaste uppgift att kurera, att bota med besvärjelser, ritualer och naturläkemedel, men de utövade även folklig magi – för kärlek och beskydd (med hjälp av ritualer, trolldrycker, amuletter, talismaner med mera); de gjorde förutsägelser och spådomar utifrån fågel- och djurskrik, hur tenn och vax stelnade; de hjälpte även till vid barnsbörd och så vidare.

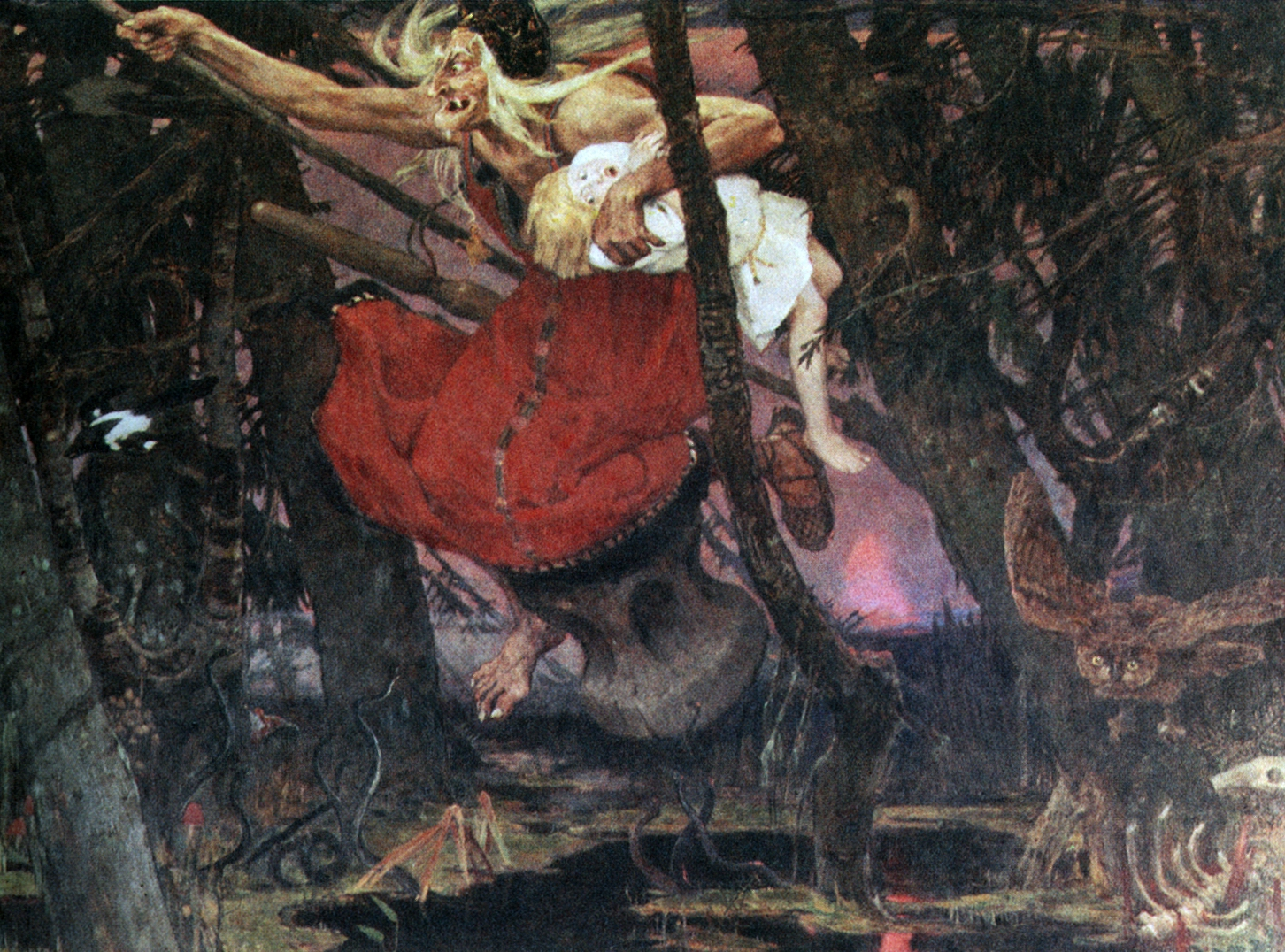
Baba-Jaga. Viktor Vasnetsov, 1871.
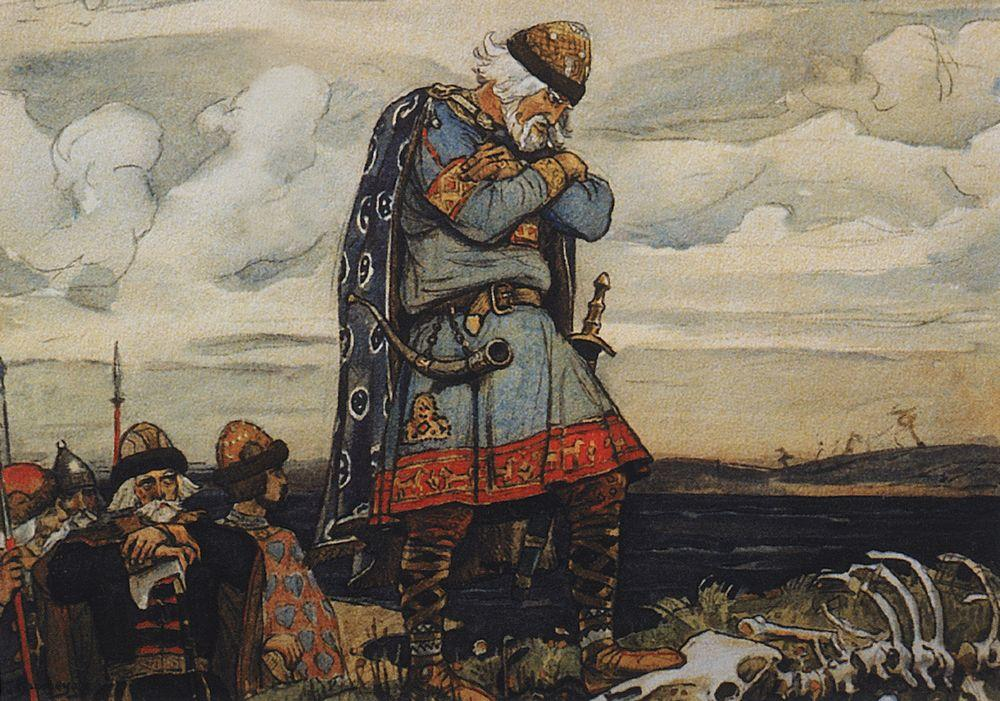
Oleg vid hästens skelett. Viktor Vasnetsov, 1899.
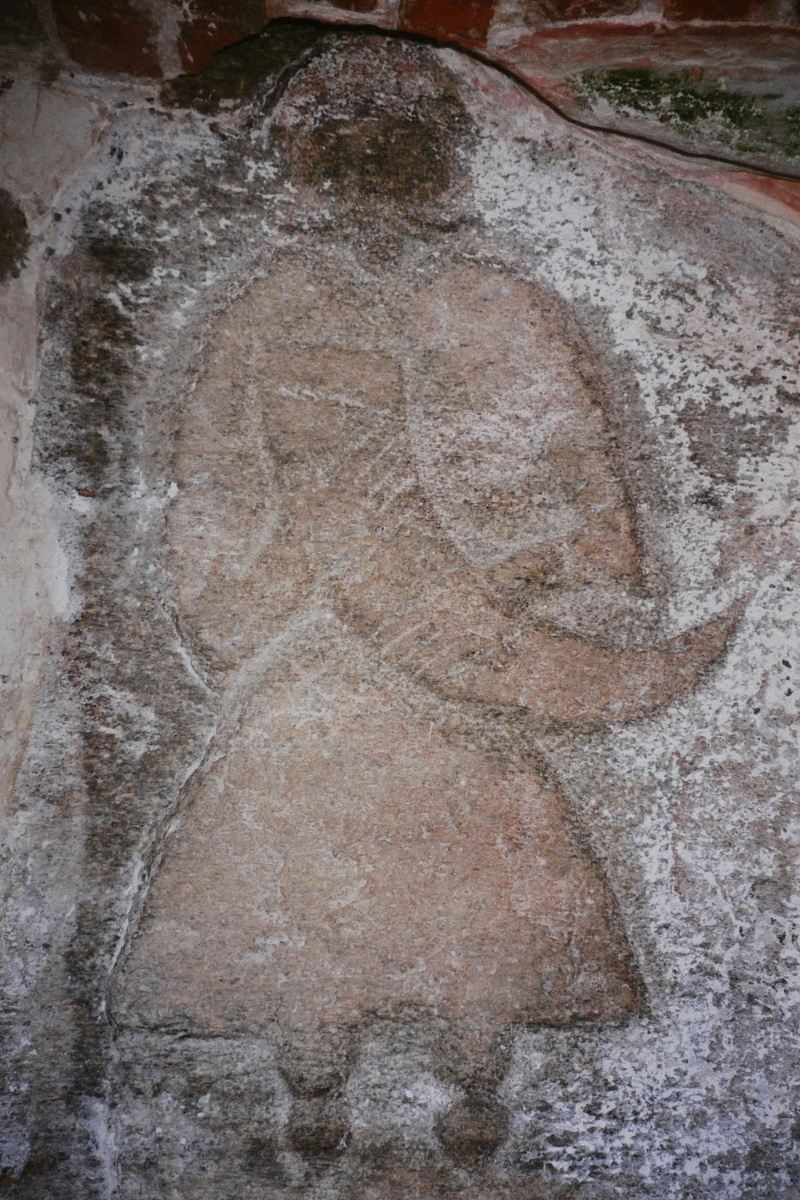
Svjatovits offerpräst avbildad på den heliga stenen från Kap Arkona.
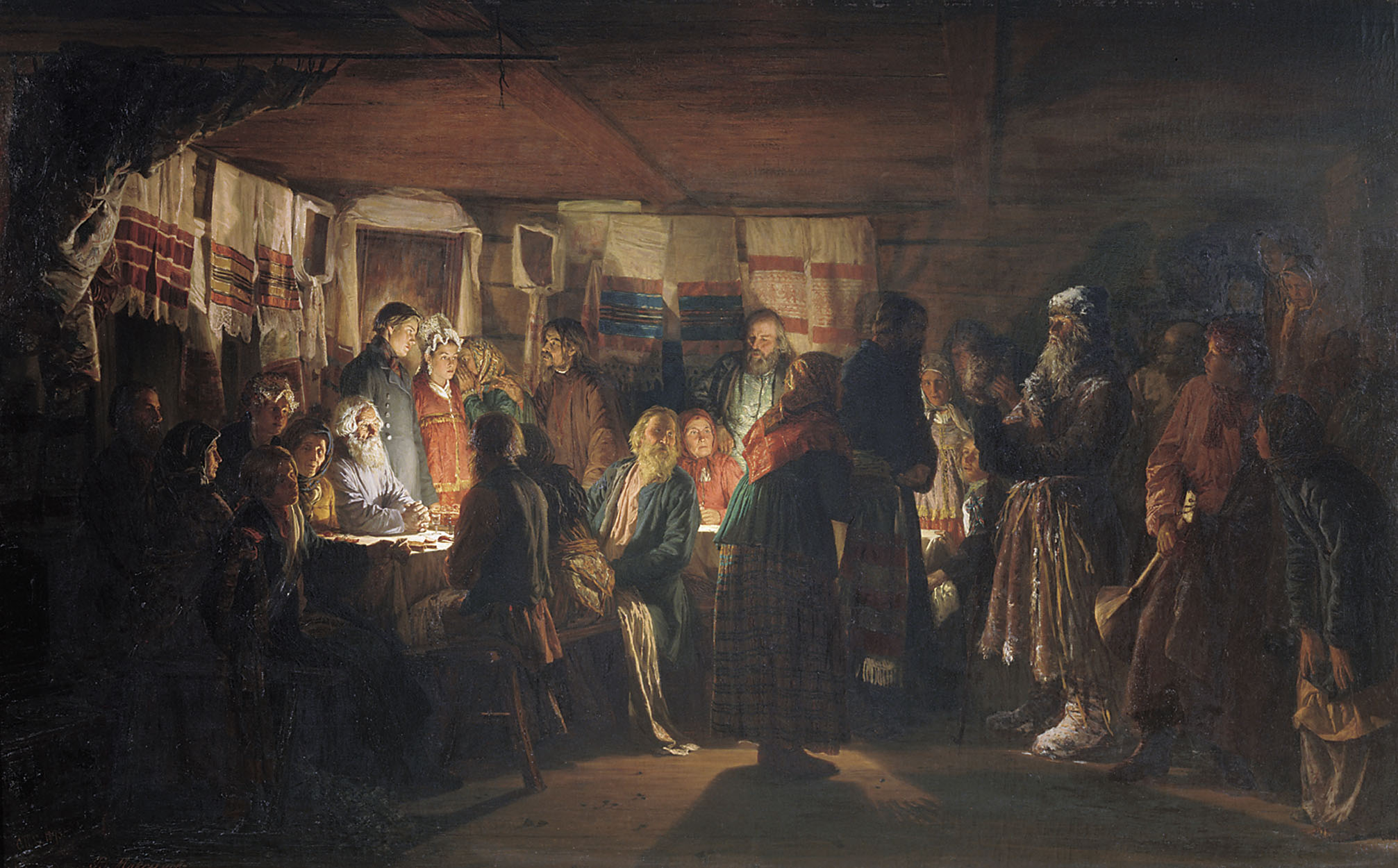
En trollkarl kommer till ett bondbröllop. Vasilij Maximov, 1875.
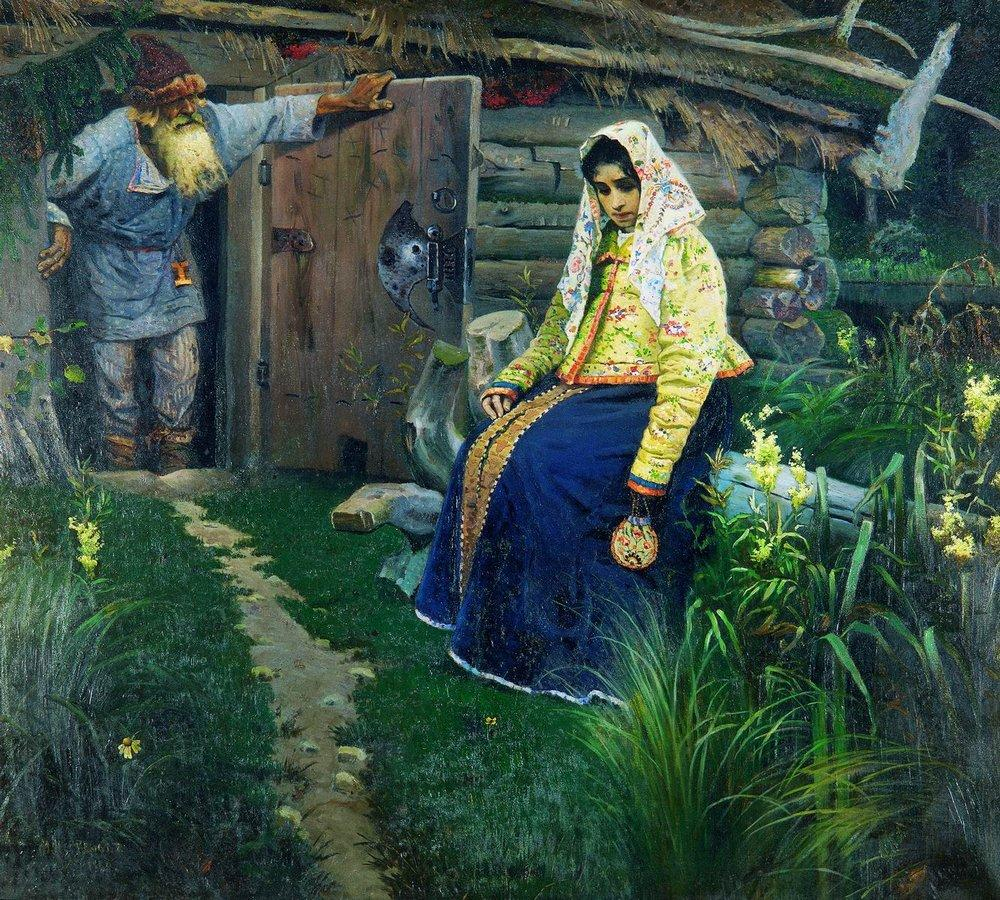
För att hämta kärleksdrycken. Michail Nesterov, 1888.

## Högtider och ceremonier

### Årstidernas högtider och ceremonier
Slavernas högtider och ceremonier var nära förbundna med böndernas viktigaste hushållsintressen, därför är deras datum nästan alltid betingade av jordbruksåret. Dessutom bestämdes årets högtider av de viktigaste astronomiska datumen, vilka oftast var avhängiga av solens rörelse.
Många av de gemensamma slaviska högtiderna var förbundna med förfädersdyrkan. Från forntiden och till idag (särskilt hos de västslaviska folken) bevaras sedvänjan att besöka kyrkogårdar och förfädernas gravar på Radonitsa (på ryska: Ра́дони́ца, en minnesdag tisdagen efter påskveckan), Troitskaja subbota (på ryska: Троицкая суббота, lördagen före Heliga trefaldighets dag, som infaller åtta veckor efter påskdagen) (Semik, på ryska: Семик, åminnelsefest på sjunde torsdagen efter påsk) och Dmitrijs förfäderslördag (på ryska: Дми́триевская родительская суббо́та, årets sista åminnelsehögtid till förfädernas ära enligt den folkliga kalendern). Lika uråldrig är sedvänjan med mat och dryck på gravarna, själamässor med öl och att lämna kvar mat på graven åt den döde. Ända fram till våra dagar vidmaktshålls kvarlevande vanor från hedendomen även i andra kristna högtider som till exempel Trettondagsafton, Maslenitsa (på ryska: Масленица, smörveckan eller pannkaksveckan, och infaller enligt den ryskortodoxa kalendern under den sista veckan före den stora fastan) och Skärtorsdagen. På Trettondagsafton, som infaller under vintern, besökte man inte kyrkogårdarna utan mindes förfäderna hemma. På Skärtorsdagen värmde man upp bastun åt förfäderna (så de kunde tvätta sig)
 och tände eldar vid portarna (så de kunde värma sig). Vanligtvis sammanföll minneshögtiderna med andra viktiga händelser under året, som sommar- och vintersolstånden, vår- och höstdagjämningen. Synbarligen öppnades (stängdes) porten mellan de levandes och de dödas världar under denna begränsade tid, så de dödas själar kunde passera. De besökte sina ättlingar, och dessa måste bemöta dem på övligt vis – värma, tvätta dem och ge dem att äta och dricka. Förfädernas själar kunde ge sin välsignelse, men de kunde även skicka olyckor – allt berodde på hur de blev bemötta, och därför var det så viktigt att vörda sina förfäder.
De döda förfäderna som vilade i jorden, i den andra världen, stod i förbindelse med människans medvetande från jorden, just därför berodde den kommande skörden mycket på förfädernas välsignelser. Till exempel är Maslenitsa förknippad med fruktbarhet, och med förfaderskult – det är nämligen förfäderna som tillägnas tävlingarna (kapplöpningarna, knytnävsslagsmålen, stormningen av snöfästningen) och den viktigaste maten under Malsenitsa – blinier.
Jordens fruktbarhet och boskapens fruktsamhet var det viktigaste för bönderna och uppmärksammades särskilt i deras högtider och ceremonier. På Vaslijs kväll (nyårsafton) tillagades rituell mat – grisfötter eller fårklövar, bakades kakor som såg ut som boskap (”små rådjur”) – allt för att boskapen skulle ha det bra och bli fruktsamma. På Jorjevdagen, när boskapen drevs ut på bete, genomfördes många ritualer för skydda dem.

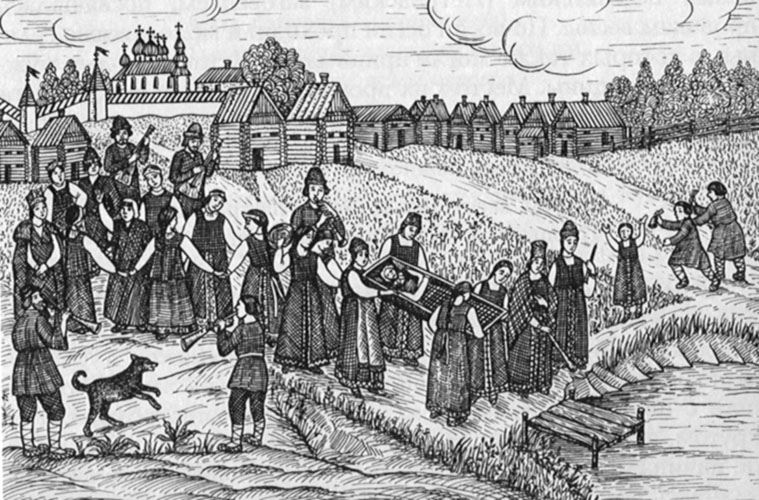
Kostromas begravning. Träsnitt från 1800-talet.

För att befrämja jordens fruktbarhet utfördes många ritualer med dockor som föreställde olika rituella figurer som Maslenitsa, Jarila, Kostroma, Kostrubonko. Under ritualen hedrades och beundrades dockan, den bars längs vägarna, ledsagades under stoj och glam, och därefter begravdes, brändes eller slets den sönder. Synbarligen skulle dockan föreställa fruktsamhetens och fruktbarhetens medelpunkt och ritualerna skulle förmedla den fruktsamheten till jorden, så mycket mer som liknande ritualer nästan alltid genomfördes på våren eller i början av sommaren.

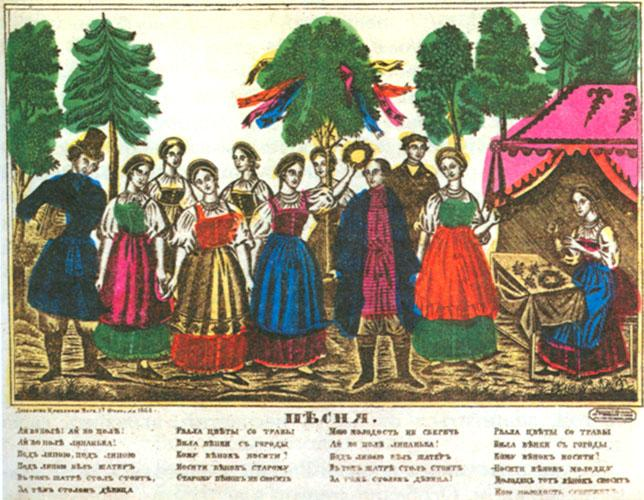
Semik. Träsnitt från 1800-talet.

Under Semik och Troitskajaveckan (även Rusalnajaveckan) spelades dockans roll av en liten björk – den dekorerades, tillbads och hedrades, rituell mat åts under den, sånger sjöngs och det dansades ringdansar, dess grenar lindades, initieringsceremonier utfördes, den bars genom byn, och till slut bröts grenarna av breddes ut på åkrarna – syftet med alla dessa ceremonier var att befrämja fruktbarhet och en god skörd, och även fruktsamhet och framgångsrika moderskap, vad gällde initieringsriten. I alla ritualer som utfördes med den lilla björken var det endast flickor och kvinnor som deltog.
För att säkra fruktbarheten och skörden utfördes även ritualer för att framkalla regn (om det var torka; men i händelse av ihållande regn utfördes ritualer för att få vackert väder). I ritualen deltog en liten flicka, som ofta var föräldralös, och som kallades Dodola eller Peperuda. Forskarna anser att hennes namn och gestalt är förbunden med blixtslungaren Perun (möjligen ska Dodola föreställa åskgudens hustru). Hon ledsagades genom byn, smyckades med blommor och begöts med vatten medan sånger sjöngs med böner om att det måtte regna.

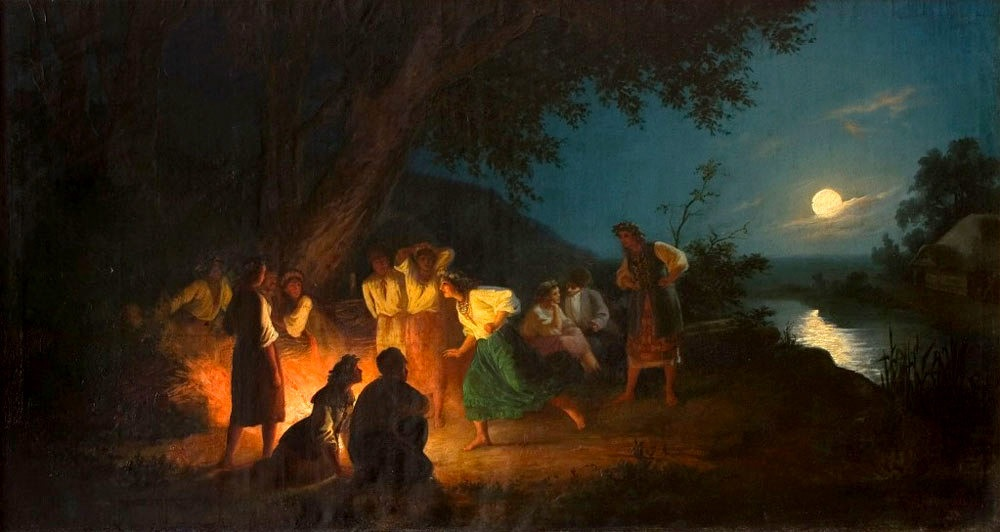
Henryk Siemiradzki. Ivan Kupalas natt.

En av de viktigaste av de slaviska högtiderna var Ivan Kupalas natt (på ryska: ночь на Ивана Купала, Johannes Döparens dag, tidigare Midsommardagen i Sverige). Denna natt anordnades folkfester med sång och dans. Andra sedvänjor under högtiden var att tända eldar och hoppa över dem, bada i floder och rulla brinnande hjul nerför sluttningar. Ofta blev det mycket lössläppt festande. Dessutom samlade man in både läkeörter och växter med magiska egenskaper. 
Slaverna hade troligen även högtider som tillägnades gudarna som sådana. Särskilt Perun firades på en särskild dag, och även Veles-Volos, som sedermera ersattes med motsvarande profeten Elias dag och Blasius dag eller Nikolaus dag (under vinter – motsvarar ungefär jultomten – och under våren, i maj). Men vi har inga direkta uppgifter om dessa hedniska högtider utan endast rekonstruktioner.

### Bröllopsseder och ceremonier
Bröllopssederna skiljer sig åt hos de olika folkstammarna beroende vilket slags äktenskap det var. I vissa fall kunde de slaviska hedniska äktenskapen vara polygama. I Nestorskrönikan beskrivs två äktenskapstyper och bröllpsceremonier hos de slaviska folkstammarna, de ”patriarkaliska” och de ”matriarkaliska”.
Patriarkaliska äktenskap:
| ” | Poljanerna hade sina fäders ödmjuka och stillsamma skick och hyste aktning för sina svägerskor och systrar, mödrar och fäder, också för sina svärföräldrar och svågrar hyste de stor aktning. De hade också en särskild sedvänja vid bröllop: brudgummen gick inte och hämtade bruden, utan man kom med henne dagen före bröllopet och följande dag kom man med det, som man gav för henne i hemgift. | „ |

Liknande sinnelag beskrivs redan under 500-talet av den bysantinske författaren Maurikios:
Deras kvinnors anspråkslöshet överträffar varje tänkbar mänsklig natur, såtillvida att de flesta av dem anser att makens död innebär deras egen död och de kväver sig själva frivilligt eftersom de inte tycker att livet som änka är värt att leva.
Patriarkaliska äktenskap och polygami var även karaktäristiskt för varjagerna. Betalningen för en brud kallades ”brudköp” i forna Rus, och bröllopsceremonin kallades ”avtagning” av brudgummen och syftade på äldre tiders sedvänja att ta av skorna på brudgummen och talesättet ”Tvätta fötterna och dricka vattnet”. I de exempel som krönikorna anför ”ledsagades” bruden alltid (furstinnan Olga av Kiev), (Rogneda av Polotsk).
Matriarkaliska äktenskap:
| ” | …de hade inget äktenskap, utan rövade flickorna vid vattenställena… och brukade skamliga ord inför sina föräldrar och svärdöttrar, och äktenskap förekom inte hos dem, utan istället lekar mellan byarna; man samlades till lekar och danser och till allsköns djävulsk sång, och här rövade man hustrur åt sig, var och en den som man kommit överens om; och man brukade ha både två och tre hustrur. | „ |

Några uppgifter om de förkristna bröllopssederna och ceremonierna kan hämtas från kyrkopredikningarna mot hedendomen:
”Och så här gör hedningarna: de för bruden till vattnet, när hon ska giftas bort, de dricker en bägare till de onda andarnas ära, kastar ringar och bälten i vattnet.”
Traditionen med bröllop vid vattnet (sjöar, brunnar) bekräftas av senare etnografiska uppgifter – folkliga kännetecken och liknande ceremonier, som pånyttföddes hos några gammaltroende efter Nikons reform. Å andra sidan kan det vara en av bröllopets slutceremonier som återspeglas – brudprovet, när hon leds ut i floden eller sjön.
Många bröllopsritualer för slaverna är nära besläktade med kulten av Moder jord, som bruden identifieras med. Många "häxkonst" -uttryck associerade med bilden av Moder jord har överlevt fram till nyligen i ordspråk och konspirationer.Ryskt grovt språk har uppenbarligen sina rötter i en arkaisk mytologisk mylla och var under lång tid rituellt färgat.
I Sibirien finns det en tro att de nygifta bröllopet offrar till "underjordiska guden" Veles. Om båda har en bra dröm kommer deras äktenskap att bli lyckligt.
En tradition bland slaver var kärleksbesvärjelser, som hjälpte unga flickor och ynglingar att få sin utvaldas uppmärksamhet och därigenom påverka sitt öde. Bland Novgorods näverbrev finns förmodade kärleksbesvärjelser.

### Begravningsceremonier och förfädersdyrkan
Förfäderskulten var mycket utbredd hos slaverna sedan urminnes tider och ända in i vår tid. I samband med detta är de slaviska begravningsceremonierna intressanta. I Nestorskrönikan beskrivs ceremonin så här:
| ” | Och när någon dog, ordnade man gravöl över honom och sedan gjorde man i ordning en hög vedstapel och när man lagt den döde på stapeln, brände man honom och därefter, sedan man samlat ihop benen, lade man dem i ett litet kar och ställde upp det på en stolpe invid vägarna – och så gör vjatitjerna även idag. Till dessa sedvänjor höll sig även krivitjerna och de andra hedningarna. | „ |

Med gravölet här avses synbarligen tävlingar till den dödes minne och andra minnesceremonier. Sedvänjan att lämna kar med den dödes ben på stolpar vid vägarna förklaras av senare etnografiska dokument: stolpar på begravningsplatser gällde som en gräns mellan de levande och de döda. Vid dessa stolpar slängdes kärlen som använts vid begravningen. Själva stolparna försågs ofta med tak och urholkningar för de döda själarnas komfort, eftersom de vistades där. Senare byttes stolparna ut mot ryska ortodoxa kors. Dessutom refererar begravningsstolparna till den arkaiska sedvänjan med begravningar i träd och på trädstammar. Stolpen kan sålunda spela en mer ursprunglig roll i begravningsritualen som Världsträdet där de dödas själar stiger upp till förfädernas himmelska värld.

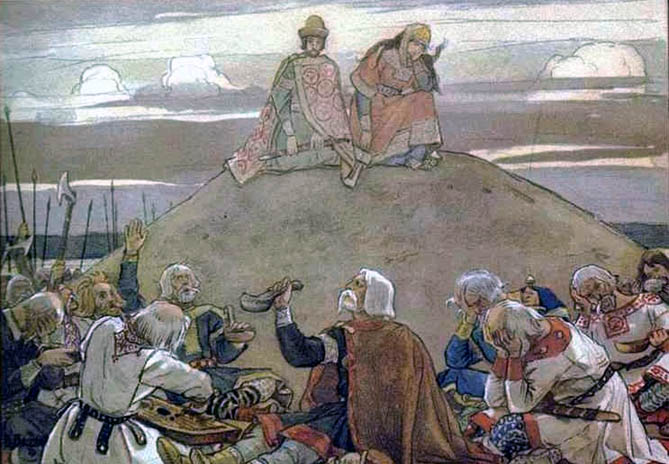
Gravöl över Oleg. Viktor Vasnetsov, 1899.

Fakta om begravningsceremonier kan även hämtas ur krönikeberättelsen om hur Olga av Kiev begravde sin make, furst Igor I, som dräpts av drevljanerna:
| ” | Olga sände bud till drevljanerna så sägande: ”Se jag är redan på väg till er, så samla ihop en myckenhet av mjöd i den stad där ni dräpte min man, så att jag kan gråta vid hans grav och ordna stort gravöl över min man.” När de fick höra detta, samlade de ihop stora mängder mjöd och bryggde detta. Men Olga tog med sig en mindre hird och drog iväg utan rustning och kom fram till hans grav och begrät sin man. Och hon befallde sina män att kasta upp en stor gravhög och när de hade kastat upp den, lät hon ställa till gravölet. Därefter satte sig drevljanerna ner för att dricka, och hon befallde sina tjänare att betjäna dem. | „ |

Ur detta fragment framgår att gravöl inbegrep mjöddrickande, att gravhögar anlades över gravarna (synbarligen berodde storleken på den dödes status) och att det fanns en sedvänja att gråta över den hädangångnes grav. Alla dessa underrättelser bekräftas av etnografiska dokument och (om gravhögar) av arkeologiska rön. Förutom dessa sedvänjor omnämns i ”Prologen” en del i begravningsceremonin som ”vakan”, det vill säga likvakan, när man vakade bredvid den döde under natten, då av allt att döma ett stort antal människor deltog och begrät, sjöng och lekte.
Berättelsen om Vladimir Svjatoslavitjs (Vladimir I av Kiev) död ger intressanta uppgifter om begravningsceremonin:
| ” | Men under natten bröt man upp brädgolvet mellan två kamrar, svepte honom i en matta och firade ner honom på marken med rep. De lade honom på en släde, körde iväg och ställde honom i den heliga Gudaföderskans kyrka, som han själv låtit bygga. Och när folket fick veta detta, samlades de i en otalig skara och grät över honom… | „ |

Vid detta tillfälle kan man observera en uråldrig sedvänja, som även fanns kvar i forna Rus – att inte bära ut den döde den vanliga vägen, genom dörren. Det gör man för att den döde inte ska kunna återvända och oroa de levande. En annan uråldrig sedvänja, som också beskrivs i detta fragment, är att använda en släde för att forsla den döde, även om det är sommar. Slädar användes vid begravningar eftersom de var det mest hedrande, vilsamma och tillförlitliga transportmedlet. Dessutom hade släden i kraft av sin arkaiskhet synbarligen även en sakral innebörd i begravningsceremonin. 

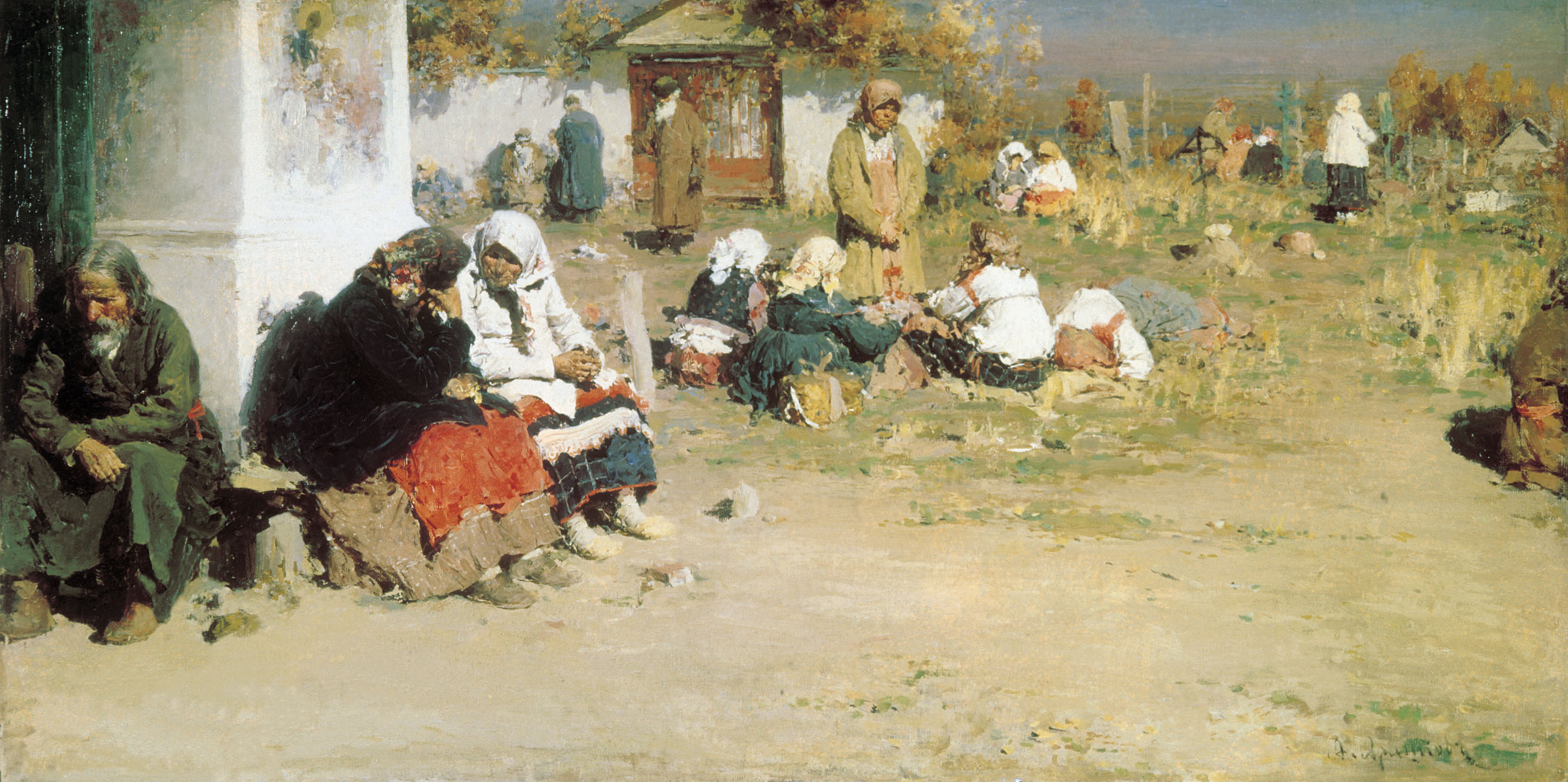
Abram Archipov. Radonitsa (tisdagen efter påsk).

Gemensamt för alla östslaver är även den sedvanliga maten på åminnelsefesterna – det är kutja (vetegröt med honung), blinier och fruktkräm. Nästan alla östslaviska högtider är förknippade med kulten av förfäderna, som man minns under årets olika skeden, och särskilt på Trettondagsafton, Skärtorsdagen och Radonitsa, Semik och inför Dmitrijs dag. Under åminnelsedagarna för de döda värmde man upp bastun åt dem, tände eldar (så de kunde värma sig), lämnade mat åt dem på kalasbordet. Sedvänjan att klä ut sig och bära mask under vissa högtider kunde särskilt på Trettondagsafton även innefatta att föreställa förfäderna och samla in gåvor och på så vis hålla sig väl med förfäderna, som kunde välsigna familjen eller tillfoga skada – skrämmas, visa sig i drömmarna, plåga och även döda dem som inte behandlade dem väl.
Tron på vålnader – människor som inte har dött en naturlig död (drunknade, självspillingar, giftmördade med flera) är mycket utbredd bland slaverna. De ansåg att de som hade dött en onaturligt död inte kom till ro efter döden och kunde skada de levande, därför fruktades de vidskepligt och hedrades under åminnelsehögtiderna.